# Victoria Vesna
Victoria Vesna (Washington DC, 1959) és una professora i artista multimèdia estatunidenca, catedràtica d'Universitat i presidenta del departament de Disseny | Media Arts a la UCLA School of the Arts. També és directora del centre acabat de crear UCLA Art|Sci i de la UC Digital Arts Research Network. La seva obra es pot definir com una investigació creativa i experimental a mig camí entre la ciència i la tecnologia. L'artista explora de quina manera les tecnologies de la comunicació afecten el comportament col·lectiu i com canvien les percepcions de la identitat en relació amb la innovació científica. Els seus treballs més recents se centren en les qüestions mediambientals que mostren la relació entre la contaminació de l'aigua i la consciència col·lectiva. Victoria ha exposat la seva obra en 19 exposicions individuals i en més de 80 exposicions col·lectives; ha publicat més de vint treballs, i aquesta última dècada ha estat convidada a fer més de cent conferències. Ha editat el llibre Database Aesthetics: Art in the Age of Information Overflow, publicat per Minnesota Press, que apareixerà el juliol del 2007.

## Obres destacades
- Octopus Mandala Glow (2013), in collaboration with Ray Zimmerman, Dawn Faelnar, Mike Datz, Peter Rand, Steven Amrhein, and others
- ACOUSTIC NETWORKS OF BIRDS (2012), in collaboration with biologist Charles Taylor and physicist Takashi Ikegami
- Quantum Tunneling(2008)
- Water Bowls(2006)
- Mood Swings (2006)
- Datamining Bodies (2004) in collaboration with Gerald de Jong and David Beaudry
- Zero@wavefunction (2002) in collaboration with nanoscientist James Gimzewski
- Cell Ghosts (2001)

## Publicacions
- Database aesthetics: Art in the age of information overflow (2007), University Of Minnesota Press.
- Mel Chin-Provocative Eco-Art in Action Academic journal article from Art Journal, Vol. 65, No. 1.
- Toward a Third Culture: Being In Between Art and Electronic Media. Phaidon Press. 2008.